# اسکای نیوزیلند
اسکای نیوزلند (انگلیسی: Sky) شرکت رسانه‌ای نیوزیلندی است، که در سال ۱۹۸۷ تأسیس شد.